# مجلس حسن الصدر
مجلس حسن الصدر كان من مجالس بغداد المعروفة، وهو من الأسر العلوية في بغداد، الذين يرجع نسبهم إلى الإمام علي بن أبي طالب، وهذه الأسرة العراقية كانت تعرف بآل الحسين القطيعي ومنهم الشريف المرتضى، والشريف الرضي، أما اليوم فإنها تعرف بآل الصدر. من أعلام مجلسهم العلامة الباحث حسن الصدر، وكان مرجعا من مراجع التقليد والأجتهاد عند طائفته، انتهت إليه الزعامة الدينية للشيعة الأثني عشرية، وتوفي عام1370هـ/1950م.
كان له مجلس في مدينة الكاظمية أشبه بمدرسة دينية علمية حافلة، ومجمع أدبي عامر، ومحفل سياسي كبير، يتردد إليه الكبير والصغير، ومن مختلف الملل والنحل، وأعقبه في مجلسه ولده محمد حسن الصدر الذي كان متصفاً بالأخلاق الحسنة والخلال الحميدة، حتى صار من أعيان الأمة البارزين، وترأس منصباً وزاريا في الوزارة العراقية، في العهد الملكي، وتوفي في عام1375هـ/1955م، ودفن في مقبرة الكاظمية، جوار أبيه، ثم قام مقامه في مجلسه العلامة محمد صادق الصدر.
ومن أحفاده مقتدى الصدر الذي يعتبر أحد الزعامات الشيعية البارزة في الوسط العراقي. والذي ارتبط اسمه باسم جيش المهدي الذي ساهم في تأسيسه. وأصدر صحيفة أسماها صحيفة الحوزة الناطقة. وأتهمته الولايات المتحدة في ضلوعه باغتيال رجل الدين الشيعي عبد المجيد الخوئي.